# Stichting Betaald Voetbal Excelsior
Lo Stichting Betaald Voetbal Excelsior, più semplicemente Excelsior, è una società calcistica olandese con sede nella città di Rotterdam, milita in Eredivisie, la massima divisione del calcio olandese. 
Fondato il 23 luglio 1902 come Rotterdamse Voetbal en Atletiek Vereniging Excelsior, assieme al Feyenoord e allo Sparta Rotterdam, è una delle tre squadre professionistiche di Rotterdam, tuttavia anche la meno blasonata.

## Storia
Il club è stato fondato il 23 luglio 1902 e prima era conosciuto con il nome di Rotterdamse Voetbal en Atletiek Vereniging Excelsior. Il club è stato, fino al 2006, una società satellite del ben più blasonato Feyenoord e grazie a questo sodalizio ha ricevuto soldi e giocatori. Attualmente l'intesa prosegue solo tra le squadre giovanili.
Dopo 5 stagioni consecutive in Eredivisie, senza mai ottenere grandi traguardi, il club conclude al 16º posto al termine della stagione 2018-2019, ottenendo un posto negli spareggi promozione/retrocessione contro il RKC Waalwijk, giunto ottavo in Eerste Divisie. Nonostante i favori del pronostico, il club di Rotterdam cade per 2-1 in trasferta e viene fermato sull’1-1 tra le proprie mura, retrocedendo, di conseguenza, in seconda divisione.

## Stadio
L'Excelsior gioca le sue partite casalinghe allo Stadion Woudestein di Rotterdam; venne inaugurato il 9 settembre 1939 e ricostruito tra il 1997 e il 2000. Ha una capienza di 3.527 posti disponibili, fatto che lo rende il più piccolo stadio di una squadra di Eredivisie.

## Colori e simboli

### Simboli ufficiali

#### Stemma
Lo stemma del club è stato modificato più volte dalla fondazione dell'Excelsior nel 1902. Il primo era composto da due cerchi concentrici: uno con i colori del club, il rosso ed il nero, e l'altro con la dicitura "R.V.  & AV  Excelsior", riferito al nome ufficiale del club alla fondazione, ovvero "Rotterdamsche Voetbal en Athletiek Vereniging Excelsior". Le successive versioni dello stemma hanno presentato soltanto minime modifiche rivolte alle scritte: nella stagione 1984-1985 la scritta è stata cambiata in "Sportclub Excelsior", nel 2002, dopo la scissione formale tra professionisti e dilettanti, è stata cambiata in "S.B.V. Excelsior"; infine nel 2021 la scritta è stata cambiata con la dicitura "Excelsior Rotterdam", in riferimento alla città in cui ha sede il club.

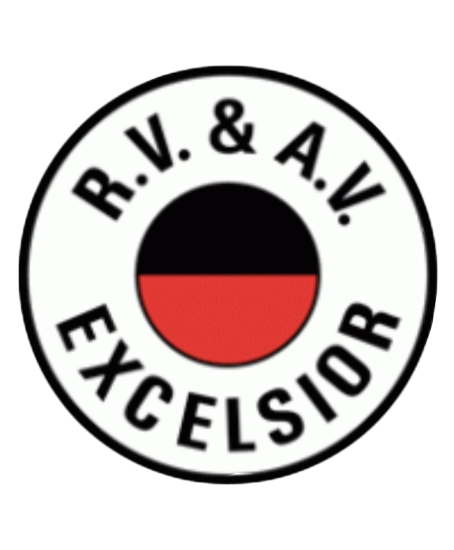
Logo in uso dal 1902 al 1985.
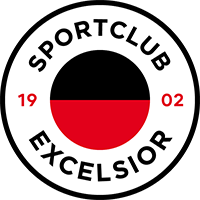
Logo in uso dal 1985 al 2002.
Logo in uso dal 2002 al 2021.
Logo in uso dal 2021.

## Palmarès

### Competizioni nazionali
- Eerste Divisie: 3

1973-1974, 1978-1979, 2005-2006

### Altri piazzamenti
- Coppa dei Paesi Bassi:

Finalista: 1929-1930
Semifinalista: 1949-1950, 2014-2015
- Eerste Divisie:

Secondo posto: 1961-1962, 1969-1970, 2000-2001, 2001-2002, 2003-2004, 2024-2025
Terzo posto: 1981-1982, 1988-1989, 1994-1995, 2009-2010, 2013-2014

## Organico

### Rosa 2025-2026
Aggiornata al 16 agosto 2025.
| N. |                          | Ruolo | Calciatore        |
| -- | ------------------------ | ----- | ----------------- |
| 1  | Paesi Bassi (bandiera)   | P     | Stijn van Gassel  |
| 2  | Paesi Bassi (bandiera)   | D     | Ilias Bronkhorst  |
| 3  | Paesi Bassi (bandiera)   | P     | Rick Meissen      |
| 4  | Svezia (bandiera)        | D     | Casper Widell     |
| 5  | Paesi Bassi (bandiera)   | D     | Stan Henderikx    |
| 6  | Svezia (bandiera)        | C     | Adam Carlén       |
| 7  | Corea del Sud (bandiera) | A     | Yoon Do-young     |
| 8  | Paesi Bassi (bandiera)   | C     | Mathijs Tielemans |
| 10 | Paesi Bassi (bandiera)   | C     | Noah Naujoks      |
| 11 | Paesi Bassi (bandiera)   | A     | Gyan de Regt      |
| 12 | Francia (bandiera)       | D     | Arthur Zagré      |
| 14 | Paesi Bassi (bandiera)   | D     | Lewis Schouten    |

| N. |                        | Ruolo | Calciatore                  |
| -- | ---------------------- | ----- | --------------------------- |
| 16 | Paesi Bassi (bandiera) | P     | Calvin Raatsie              |
| 17 | Belgio (bandiera)      | D     | Nolan Martens               |
| 20 | Paesi Bassi (bandiera) | C     | Lennard Hartjes             |
| 21 | Stati Uniti (bandiera) | C     | Zach Booth                  |
| 28 | Paesi Bassi (bandiera) | A     | Nesto Groen                 |
| 30 | Paesi Bassi (bandiera) | A     | Derensili Sanches Fernandes |
| 33 | Paesi Bassi (bandiera) | A     | Jerolldino Bergraaf         |
| 40 | Paesi Bassi (bandiera) | P     | Tijmen Holla                |
|    | Paesi Bassi (bandiera) | D     | Kik Pierie                  |
|    | Paesi Bassi (bandiera) | D     | Django Warmerdam            |
|    | Curaçao (bandiera)     | A     | Rayvien Rosario             |

## Rose delle stagioni precedenti
- 2014-2015
- 2011-2012

## Allenatori
- Sandor Popovics (1990-1992)
- Cor Pot (1992-1994)
- Rob Baan (1994-1995)
- Hans van der Pluym (1995-1996)
- John Metgod (1997)
- Adrie Koster (1997-2003)
- Henk van Stee (2003-2004)
- John Metgod (2004-2005)
- Mario Been (2005-2006)
- Ton Lokhoff (2006-2009)
- Alex Pastoor (2009-2011)
- John Lammers (2011-2012)
- Leon Vlemmings (2012-2013)
- Jon Dahl Tomasson (2013)
- Marinus Dijkhuizen (2013-2015)
- Alfons Groenendijk (2015-2016)
- Mitchell van der Gaag (2016-2018)
- Adrie Poldervaart (2018-2019)
- Ricardo Moniz (2019-)